# کویا یوروکی
کویا یوروکی (انگلیسی: Koya Yuruki؛ زادهٔ ۳ ژوئیهٔ ۱۹۹۵) بازیکن فوتبال اهل ژاپن است.